# غويانيا
غويانيا وهي عاصمة ولاية غوياس وتقع المدينة في قلب البرازيل وتبعد 209 كم² من العاصمة الفدرالية برازيليا يقطنها حوالي 1.2 مليون نسمة وتمتد العاصمة إلى 739,5 كم²، تأسست المدينة في 24 أكتوبر 1933.

## التاريخ
تأسست المدينة في 24 أكتوبر 1933 على يد لودوفيكو حاكم بيدرو لتكون عاصمة الدولة الجديدة والمركز الإداري. قبل هذا التاريخ، كانت عاصمة الولاية مدينة غوياس. وكانت فكرة إنشاء عاصمة ولاية جديدة أخذت رواجاَ في وقت مبكر من تاريخ ولاية غوياس. وجاء في الخطة الأولى من دي نورونها دال ماركوس في 1753 الذين يريدون اقامة عاصمة الولاية في بلدية Pirenópolis ، ثم مرة أخرى في عام 1863 خوسيه فييرا دي كوتو ماجالهايس طرح خطة لتحريك العاصمة إلى نهاية نهر اراجوايا.
وكان القوة الدافعة وراء الجهود المبذولة لتحريك عاصمة الولاية على الحاجة لتحديد موقعها وفقا للمصالح الاقتصادية للدولة. وقد تم اختيار عاصمة الولاية الأولى ، فيلا بوا (المدينة اليوم غوياس) ، عندما كان الاقتصاد يعتمد على استخراج الذهب. في وقت لاحق ، نمت تربية الماشية والزراعة .
أبقى المشرعون فكرة التغيير قائمة لفترة طويلة. في عام 1891 ، أدلى مندوب الدستورية فكرة نقل العاصمة الرسمية ، بما في ذلك في الدستور والتصديق عليه في عام 1898 ومرة أخرى في عام 1918.
وأصبحت فكرة التغيير غامضة حتى عام 1930، وهو واقع في عهد حكومة لودوفيكو بيدرو، الذي كان عين حاكما جديدا لدولة غوياس بعد تمرد عسكري في 1930. في عام 1932، أنشئت لجنة لاختيار المكان الذي سيتم بناء عاصمة جديدة. في عام 1933 قررت اللجنة الموقع المنشود، ووضع حجر الأساس.
كانت الخطة المرسومة عبارة عن مدينة 50,000، مع شكل دائرة نصف قطرها متحدة المركز—الشوارع في شكل متقاطع مع سيفيكا براكا كمركز ، مع مقاعد من حكومة الولاية والبلدية
في عام 1937 ، تم التوقيع على مرسوم نقل عاصمة الولاية من غوياس سيداد دي لجويانيا. الافتتاح الرسمي وقع في عام 1942 مع وجود رئيس الجمهورية والمحافظين ، والوزراء.
وجاء الاسم ، جويانيا ، في عام 1933 بعد نحو عقد من خلا مسابقة في الصحف المحلية. هذا وقد ساهم القراء من جميع أنحاء الدولة ، مع بعض الأسماء الأكثر شعبية منها Petrônia ، أمريكانا ، Petrolândia ، Goianópolis ، جويانيا ، بوينو بارتولوميو ، Campanha ، الدورادو ، Anhanguera ، Liberdade ، Goianésia وباتريا نوفا ، وغيرها.
في عام 1935 استخدمت بيدرو لودوفيكو في جويانيا الاسم للمرة الأولى ، وتم توقيع مرسوم يقضي بإنشاء المجلس البلدي لجويانيا.